# Heather Monro
Heather Monro (4 september 1971) was na Yvette Baker de tweede Britse oriëntatieloopster die een medaille won bij de wereldkampioenschappen. Tijdens het Wereldkampioenschap oriëntatielopen in 2005 won ze de bronzen medaille op de sprintafstand. Ze werd in dat jaar ook derde bij de World Games. 
Een van Heathers overwinningen was in 2003 tijdens de O-Ringen.
Ze loopt voor South London en Halden Skiklubb in Noorwegen.

## Resultaten
Wereldkampioenschap oriëntatielopen
- Bronzen medaille (1)
  - 2005 - Sprint - Aichi, Japan

World Games
- Bronzen medaille (1)
  - 2005 - Middellange afstand - Duisburg, Duitsland